# 1926 en philosophie
Chronologie de la philosophie
- 1922
- 1923
- 1924
- 1925
- 1926
- 1927
- 1928
- 1929
- 1930

L’année 1926 a été marquée, en philosophie, par les événements suivants :

## Publications
- Uriel da Costa : Une vie humaine, intro. et tr. A.-B. Duff et Pierre Kaan, F. Rieder et cie éditeurs, coll. « Judaïsme » (no 3), Paris, 1926 (Disponible en ligne)